# Miguel Boriba
Miguel Ángel Boriba Elembo (Malabo, Guinea Ecuatorial, 14 de mayo de 1990) es un futbolista ecuatoguineano. Juega de defensa y su equipo actual es el Internacional de Madrid  de la Tercera División de España.
Posee internacionalidades con la selección absoluta de Guinea Ecuatorial.

## Trayectoria
Se trata de un defensa formado en los clubes Arroyo y Getafe. Su primer equipo fue el AD Colmenar Viejo, donde estaría solo una temporada. Al año siguiente, ficharía por el CD Illescas, pero solo duraría también una semana más. En la temporada 2011/12, ficha por el CDE Lugo de Fuenlabrada, donde haría unas buenas temporadas y en la 14/15 ficharía por el Moscardó, donde también hizo dos temporadas, viviendo el último ascenso del equipo. Tras bajar en la 15-16 otra vez a preferente, Boriba prefirió irse a un equipo de Tercera División con posibilidades de Ascenso, así que ficha por el Atlético Pinto.

## Estadísticas
- Actualizado hasta el 30 de enero de 2015.

| Club                    | Temporada           | Liga     | Liga  | Copa     | Copa  | TOTAL    | TOTAL |
| Club                    | Temporada           | Partidos | Goles | Partidos | Goles | Partidos | Goles |
| ----------------------- | ------------------- | -------- | ----- | -------- | ----- | -------- | ----- |
| AD Colmenar Viejo       | 2009/10             | 22       | 0     | 0        | 0     | 22       | 0     |
| CD Illescas             | 2010/11             | 13       | 0     | 0        | 0     | 13       | 0     |
| CDE Lugo de Fuenlabrada | 2011/12             | 29       | 0     | 0        | 0     | 29       | 0     |
| CDE Lugo de Fuenlabrada | 2012/13             | 33       | 3     | 0        | 0     | 33       | 3     |
| CDE Lugo de Fuenlabrada | 2013/14             | 29       | 4     | 0        | 0     | 29       | 4     |
| CDC Moscardó            | 2014/15             | 29       | 1     | 0        | 0     | 29       | 1     |
| CDC Moscardó            | 2015/16             | 32       | 3     | 0        | 0     | 32       | 3     |
| Club Atlético Pinto     | 2016/17             | 36       | 1     | 0        | 0     | 36       | 1     |
| Total en su carrera     | Total en su carrera | 223      | 12    | 0        | 0     | 223      | 12    |

## Selección nacional
Ha sido citado por la selección ecuatoguineana absoluta por primera vez en marzo de 2009 para disputar el día 28 de ese mes un partido amistoso contra Cabo Verde en el Estadio Marcelo Leitão. Debutó en ese partido, entrando como sustituto al comienzo del segundo tiempo. Disputó dos amistosos más, uno también en 2009 (contra Estonia) y el otro en 2011.
En junio de 2015, Boriba volvió a ser convocado por la mayor de Guinea Ecuatorial tras cuatro años de ausencia, en esta ocasión bajo la dirección técnica de Esteban Becker y en razón de las eliminatorias para la Copa Africana de Naciones 2017. El día 6 de ese mes fue titular de un amistoso ganado en Andorra, siendo reemplazado durante el segundo tiempo.